# Muslim Interaktiv
 (mai 2021).
Muslim Interaktiv est un groupe de soutien à l'islam créé en mars 2020 en Allemagne. 

## Fondation et inspiration
Leur objectif est la promotion de l'Islam et du mode vie islamique en Allemagne mais également de se défendre contre ce qu'ils perçoivent comme des agressions de la part des États européens envers l'islam et les musulmans. Ils sont proches du groupe islamiste Hizb ut-Tahrir, lui-même classé terroriste par le Centre de recherches sur le terrorisme depuis le 11 septembre et interdit en Allemagne depuis 2003 et proche des Frères musulmans. La fondation de ce mouvement fait directement suite aux attentats de Hanau.

## Revendications politiques
Le mouvement accuse nommément la politique assimilationniste d'être à l'origine des violences envers les musulmans revendiquant ainsi le renfermement communautaire, tout en reprochant à l'État allemand et aux politiciens leur manque d'ouverture, notamment en n'accueillant pas suffisamment de réfugiés. Également, la promotion du voile islamique et la lutte contre les discriminations qui seraient associés à son port public est au centre de leur attention. Le caractère absolutiste de leur mouvement est revendiqué au moment où un projet de loi visant à interdire l'islam politique est formulé en Autriche, à la suite de l'attentat du 2 novembre 2020 à Vienne. Le groupe fait valoir qu'il n'y a pas d'adjectif à l'islam et que celui-ci est absolu, et que la vision autrichienne relève de l'islamophobie et du nazisme.

## Actions
Le groupe revendique sa présence dès sa fondation aux rassemblements en l'honneur des victimes des attentats des attentats de Hanau.
Par la suite, le groupe multiplie les actions, alternant dans ses modes d’actions entre les manifestations en rangs serrés, les mobilisations classiques ou les cortèges de voitures pour paralyser la circulation, appelant à l’instauration d’un califat par l’établissement de la charia en Allemagne.
En octobre 2020, quelques jours après l'assassinat de Samuel Paty, le groupe organise une manifestation près de l’ambassade de France à Berlin pour protester contre l’agression de deux femmes musulmanes à Paris.
Il fait sa première démonstration de force le 28 mai 2021 à l'occasion d'une manifestation de soutien à la Palestine, dans un contexte de sortie de la crise israélo-palestinienne de 2021. 200 personnes défilent en rang, avec des drapeau qualifiant l'État hébreu de « tueur d'enfants ».
En février 2023, le groupe mobilise plus de 3 500 personnes pour protester contre le Coran brûlé en Suède. 
En avril 2024, la classe politique réagit vivement après une manifestation de Muslim Interaktiv, qui réunit à Hambourg plus de 1 000 personnes. Les manifestants présentent des affiches reprochant aux médias leur « islamophobie », exprimant leur soutien aux Palestiniens ou encore proclamant « Le califat est la solution ». La ministre allemande de l’Intérieur, Nancy Faeser, qualifie l’événement de « difficile à supporter ». Avant la manifestation, la proposition de la CDU de Hambourg demandant au ministère fédéral de l'Intérieur d'interdire le groupe islamiste avait échoué au parlement de Hambourg, le SPD et les Verts votant contre. Une position modifiée après cette manifestation, Maryam Blumenthal, présidente du Parti Vert de la ville hanséatique, demandant notamment du gouvernement fédéral « qu'il examine rapidement puis mette en œuvre une interdiction de cette organisation ».

## Complotisme
Le groupe se fait le relais de plusieurs  théories complotistes. 
Le groupe affirme que les attentats du 11 septembre ont été un moyen d'opprimer les musulmans dans le monde et accusent les pays occidentaux et la Russie d'être les « vrais terroristes ».

## Critiques à l'égard de la France
À l'occasion de l'affaire Michel Zecler, le groupe évoque le racisme de la part des policiers qui ont été mis en examen pour « violence » et « faux en écriture publique ».
Il fait également un parallèle entre la Chine, qui est accusée de vouloir pratiquer un génocide culturel des Ouïghours, et la France dans le traitement des musulmans et de l'islam, accusant cette dernière de vouloir bannir les musulmans.